# ボー・ミャ
ボー・ミャ（Bo Mya、1927年1月20日 - 2006年12月24日）は、ミャンマー（ビルマ）の反政府運動の指導者。1976年から2000年までミャンマー最大の反政府武装組織であるカレン民族同盟（KNU）議長。KNU分派による病院襲撃事件の責任を取り、2000年から副議長に降格されたが、カレン族の反政府運動内では有力な地位を占めていた。しかし、健康を害したため、2004年から全ての公職を辞していた。
1944年イギリス軍第136軍に入隊し、太平洋戦争では日本軍と闘っている。1949年カレン族がビルマからの独立闘争を開始する中、カレン族の反政府運動にあって、厳格かつ冷酷な辣腕家ぶりを発揮して急速に台頭した。タイ・ビルマ国境地帯でカレン民族同盟の軍事組織カレン民族解放軍（KNLA）を組織するが、KNLAは、カレン族反政府運動中、1970年代から1980年代にかけて最大勢力を誇った。
しかし、1990年代半ばからミャンマー情勢の変化と、宗教的理由（ボー・ミャは、仏教徒とアニミズムが支配するカレン族の中にあって少数派のキリスト教徒であった）により、ボー・ミャに対する反発も増大していった。
1994年KNLAの一部将兵は、分派に動き、民主カレン仏教徒軍（Democratic Karen Buddhist Army、DKBA）を結成した。DKBAはミャンマー軍と提携し、同年12月ミャンマー軍をKNUの本部があるマナプロウに導いた。
2000年 KNU分派が急進化し、病院襲撃事件を起こすが、この責任を問われ副議長に降格される。2004年ヤンゴンを訪問し、軍事政権の実力者であったキン・ニュン国家平和発展評議会第一書記と会談した。この年、病気を理由に一切の公職から身を引き、ミャンマー国境に隣接するタイ国内にあるカレン族難民キャンプで生活していた。
2006年12月24日未明、ミャンマー国境近くのタイ北西部メソトの病院で死去した。79歳。心臓病と糖尿病を患い、死の3年前から歩くこともできなかったと言われる。

## Resources
- Smith, Martin. Burma: Insurgency and the Politics of Ethnicity